# Dolichopteryx vityazi
Dolichopteryx vityazi is een straalvinnige vissensoort uit de familie van de hemelkijkers (Opisthoproctidae). De wetenschappelijke naam van de soort is voor het eerst geldig gepubliceerd in 2009 door Parin, Belyanina & Evseenko.